# Parananochromis ornatus
Parananochromis ornatus är en fiskart som beskrevs av Anton Lamboj och Melanie L. J. Stiassny 2003. Parananochromis ornatus ingår i släktet Parananochromis och familjen Cichlidae. IUCN kategoriserar arten globalt som starkt hotad. Inga underarter finns listade i Catalogue of Life.